# Милес
Милес (на гръцки: Μύλης, Myles, milo – „Воденичар, Меляч“) е в древногръцката митология цар на Древна Спарта през 15 век пр.н.е.
Той е най-старият син на Лелекс и наядата Клеохарея или Перидия. Той е брат на Поликаон, на Бомолох и на Терапне. След смъртта на баща му той поема владетелството над Спарта и Лакония. След Милес цар на Спарта сава неговият син Еврот, който се жени за Клета.
Милес е изобретател на мелницата. Първата воденица създава в Alesiae (място на меленето).